# Aichi B7A
Die Aichi B7A Ryūsei (jap. 流星, dt. „Sternschnuppe“; alliierter Codename Grace) war der letzte und leistungsstärkste trägergestützte Horizontalbomber, Sturzbomber und Torpedobomber der japanischen Marine im Zweiten Weltkrieg.

## Entwicklung
Die Entwicklung geht auf eine Spezifikation aus dem Jahre 1941 zurück, um die Nakajima B6N und Yokosuka D4Y zu ergänzen und später zu ersetzen. Das Flugzeug hatte hervorragende Flugeigenschaften bezüglich seiner Geschwindigkeit und Beweglichkeit. Die Überlebenschance einer Aichi B7A2 war (für ein japanisches Flugzeug des Jahres 1945) sehr hoch. Der Bomber verfügte auch über selbstabdichtende Treibstofftanks, die den oben genannten Vorgängern fehlten, weswegen dieselben hohe Verluste erlitten haben. Charakteristisch waren die hochklappbaren Knickflügel, die an die deutsche Ju 87 „Stuka“ und mehr noch an die amerikanische F4U-1 „Corsair“ erinnern.
Der erste Prototyp flog im Mai 1942. Durch Triebwerksprobleme, Bombardement und das Tōnankai-Erdbeben an der Produktionsstätte wurde die Serienfertigung bis Mai 1944 verzögert. Als die Maschinen 1945 frontreif waren, waren die Kriegsschauplätze bereits so nahe an das Mutterland Japan herangerückt, dass ein Einsatz von Bord der verbliebenen bzw. 1945 neu fertiggestellten Flugzeugträger keinen Sinn ergab. Das Muster wurde zwar noch für den Trägereinsatz erprobt, aber nur noch von Landbasen aus eingesetzt. Es wurden schließlich nur etwa 114 Flugzeuge fertiggestellt (davon 9 Prototypen B7A1 und 105 B7A2), die keinen signifikanten Beitrag mehr zum Kriegsverlauf leisten konnten. 25 der 105 B7A2 wurden von der Dai-Nijuichi Kaigun Kokusho in Ōmura gebaut.
Eine stärker motorisierte Variante B7A3 mit einem Mitsubishi-MK9A-Sternmotor mit 1.620 kW (2.200 PS) war in Planung, wurde jedoch nicht mehr gebaut. Daneben gab es eine experimentelle Variante der B7A2 mit einem 1.470 kW (2.000 PS) starken Nakajima Homare 23.

## Technische Daten
| Kenngröße             | Daten B7A2 |
| --------------------- | --- |
| Besatzung             | 2 |
| Länge                 | 11,5 m |
| Spannweite            | 14,40 m |
| Höhe                  | 4,08 m |
| Flügelfläche          | 35,40 m² |
| Flügelstreckung       | 5,9 |
| Leermasse             | 3.810 kg |
| max. Startmasse       | 6.500 kg |
| Höchstgeschwindigkeit | 566 km/h, (nach einer Quelle ca. 590 km/h, ohne Ladung und Sprit für Rückflug; „fast so schnell wie eine F6F“) |
| Dienstgipfelhöhe      | 11.250 m |
| Reichweite            | mit voller Bewaffnung 1.850 km, Überführung: 3.040 km |
| Triebwerke            | ein Nakajima NK9C Homare 12; 1342 kW (1800 PS) |
| Bewaffnung            | zwei Typ-99-Modell-2-20-mm-Kanonen in den Tragflächen und ein 7,92 oder 13-mm-MG im hinteren Cockpit, ein 800 kg Lufttorpedo oder 805 kg Bombenzuladung (von Land aus und auf kurze Distanzen bis 1800 kg Bomben oder zwei 800 kg Torpedos) |